# Thomas-Morse MB-3
El Thomas-Morse MB-3 fue un caza biplano de cabina abierta, fabricado principalmente por la compañía Boeing para el Servicio Aéreo del Ejército de los Estados Unidos, en 1922. El MB-3A fue el caza principal del Servicio Aéreo entre 1922 y 1925.

## Desarrollo
En marzo de 1918, el Servicio Aéreo del Ejército de los Estados Unidos solicitó a varios constructores aeronáuticos estadounidenses el diseño de un nuevo caza, que estuviera propulsado por el Wright-Hispano H de 220 kW (300 hp) refrigerado por agua, un Hispano-Suiza 8 construido bajo licencia, para reemplazar al SPAD XIII de construcción francesa. La Thomas-Morse Aircraft Corporation de Ithaca, Nueva York, propuso el MB-3, diseñado por su diseñador en jefe de origen británico B. Douglas Thomas, para cubrir el requerimiento, emplazándose una orden por cuatro prototipos en septiembre de 1918.
El MB-3 era un biplano de dos vanos monoplaza de disposición similar al SPAD XIII al que estaba destinado a reemplazar. Era de construcción en madera y tela con tren de aterrizaje fijo convencional. La planta motriz era el esperado motor V-8 Wright-Hispano refrigerado por agua, propulsando una hélice bipala y refrigerado por un radiador montado en la sección central del ala superior. El piloto se sentaba en una cabina abierta bajo un recorte del ala superior, con dos ametralladoras Marlin de 7,62 mm (cal. 0.30) montadas por delante del piloto.
El primer MB-3 realizó su primer vuelo el 21 de febrero de 1919. Las pruebas mostraron que el caza tenía buenas prestaciones y se manejaba bien, pero la cabina era estrecha y le daba una pobre visibilidad al piloto. Los prototipos tenían fugas de combustible y sufrían de serias vibraciones del motor, mientras que el mantenimiento era difícil, requiriéndose a menudo realizar agujeros en la estructura del fuselaje para permitir el acceso. Aparte de estos problemas, el Servicio Aéreo estuvo lo suficientemente impresionado con el MB-3 como para ordenar 50 aeronaves a Thomas-Morse en junio de 1920.
El Servicio Aéreo tenía necesidad de más cazas, y emitió una solicitud de licitación por 200 aparatos más, de una modificada versión del MB-3, el MB-3A, que incorporaba una serie de cambios desarrollada por el Servicio Aéreo como resultado de las pruebas realizadas en McCook Field, incluyendo una estructura reforzada y reemplazando el radiador montado en el ala por otros a cada lado del fuselaje, alineados con la cabina. Thomas-Morse esperaba obtener órdenes para el MB-3A, invirtiendo en las plantillas necesarias para una orden de producción tan grande, pero fue muy sobrepujado por Boeing, cuyos métodos de producción en masa le permitían obtener beneficios bajando el coste (en el caso del MB-3A, 7240 dólares por ejemplar), ahorrando casi medio millón de dólares por el contrato de las 200 aeronaves, adjudicado el 21 de abril de 1921. Boeing pensaba que este contrato rescataría a la compañía de las dificultades financieras surgidas tras la cancelación de las órdenes de producción al acabar la Primera Guerra Mundial, y que sería el impulso necesario para su ascenso como principal fabricante de aeronaves militares.
Thomas-Morse se las arregló para ganar un contrato de doce MB-3 para el Cuerpo de Marines de los Estados Unidos en mayo de 1921, siendo la orden más tarde cambiada para sustituir dos MB-3 por dos aviones de carreras MB-7, un MB-3 con las alas biplano cambiadas por alas en parasol, siendo comprado un MB-3 más cuando uno de los MB-7 se estrelló. Adicionalmente, el Ejército ordenó tres MB-6, otra versión de carreras del MB-3 con alas de envergadura más corta y un motor más potente, en mayo de 1921.

## Historia operacional

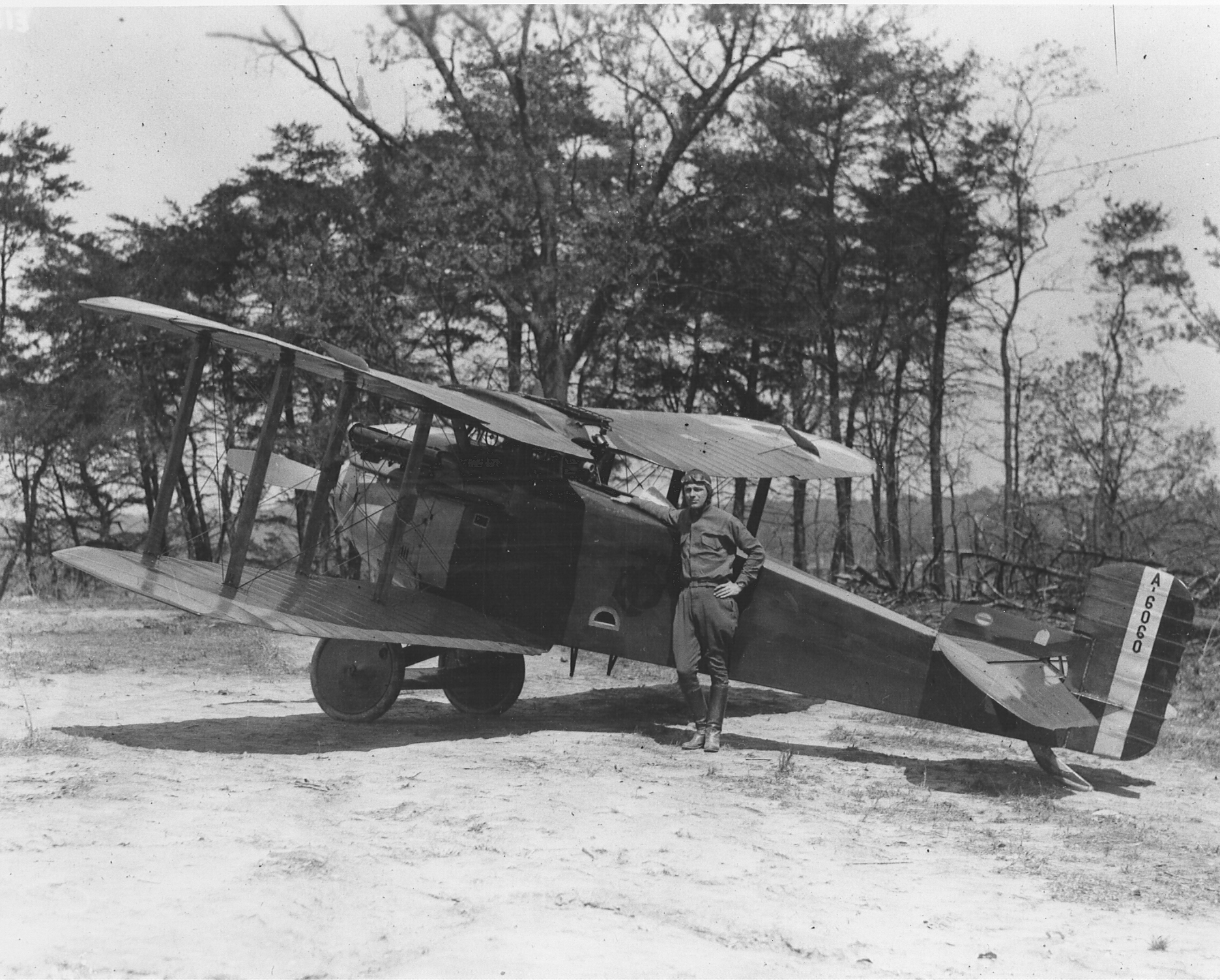
MB-3 del Cuerpo de Marines de los Estados Unidos.

Dos de los prototipos compitieron en la carrera del Trofeo Pulitzer de 1920, acabando uno en segundo lugar detrás del Verville VCP-R, completando el recorrido de 187 km con una velocidad media de 238 km/h. Los MB-3 completados comenzaron a salir de la fábrica de Thomas-Morse en abril de 1921, pero las entregas fueron retrasadas debido a un accidente durante las pruebas, en el que un MB-3 perdió una sección del ala superior durante unas pruebas de picado, provocando que el modelo fuera inmovilizado en tierra mientras el accidente era investigado.
El 1st Pursuit Group comenzó a recibir MB-3 en enero de 1922, complementando a sus avejentados SPAD y S.E.5a. En servicio, el nuevo modelo fue problemático, siendo poco fiable (en un periodo de pruebas de 10 días en mayo de 1922, el número de MB-3 en servicio cayó de 20 de 36, a solo 3) y continuaba sufriendo los problemas de vibración encontrados en los prototipos, finalmente debida a los rígidos soportes del motor.
La  primera entrega de los mejorados MB-3A se realizó el 29 de julio de 1922, siendo la última aeronave entregada el 27 de diciembre del mismo año. Los últimos 50 MB-3A fueron equipados con mayores superficies de cola. Además de permitir el reequipamiento de los cuatro escuadrones del 1st Pursuit Group, los MB-3A fueron enviados a una serie de escuadrones de ultramar, equipando dos escuadrones en Hawái, uno en las Filipinas y otro en la Zona del Canal de Panamá.
Desde 1926, los MB-3A comenzaron a ser reemplazados por los cazas Curtiss PW-8 y Boeing PW-9. Cierta cantidad de aviones fue remozada y usada como entrenadores avanzados MB-3M en Kelly Field, permaneciendo en uso hasta 1929.
El Cuerpo de Marines recibió sus MB-3 en febrero-marzo de 1922, pero el modelo fue poco popular entre los Marines, siendo retirados en julio del mismo año y vendidos al Ejército para usarlos como entrenadores MB-3M.

## Variantes

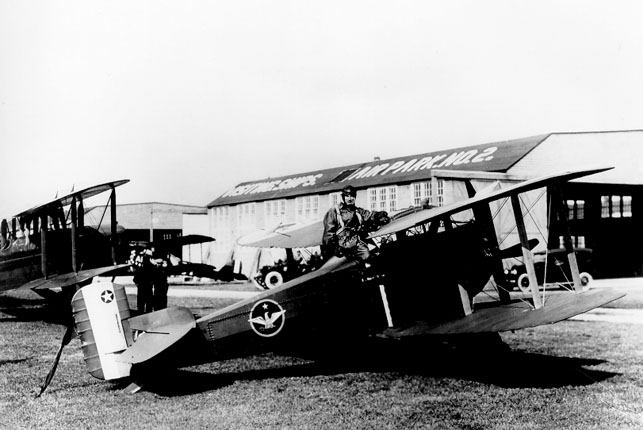
Thomas-Morse MB-3 asignado a Billy Mitchell, en Selfridge Field, Míchigan.

MB-3
Aeronaves construidas por Thomas-Morse. 65 aparatos (4 prototipos, 50 aparatos de producción para el Servicio Aéreo del Ejército y 11 para el Cuerpo de Marines de los Estados Unidos).
MB-3A
200 aparatos construidos por Boeing con sistema de refrigeración revisado.
MB-3M
MB-3A relegados a tareas de entrenamiento avanzado.

## Operadores
Estados Unidos
- Servicio Aéreo del Ejército de los Estados Unidos
- Cuerpo de Marines de los Estados Unidos

## Especificaciones (MB-3A)
Referencia datos: United States Military Aircraft Since 1909

### Características generales
- Tripulación: Uno (piloto)
- Longitud: 6,10 m
- Envergadura: 7,92 m
- Altura: 2,59 m
- Superficie alar: 21,28 m2
- Peso vacío: 778 kg
- Peso cargado: 1151 kg
- Planta motriz: 1× motor lineal V-8 refrigerado por agua Wright H.
  - Potencia: 217 kW (300 hp)

### Rendimiento
- Velocidad máxima operativa (Vno): 228 km/h al nivel del mar
- Velocidad crucero (Vc): 201 km/h
- Techo de vuelo: 5945 m (19 500 pies)
- Régimen de ascenso: 6,3 m/s (1235 pies/min)

### Armamento
- Ametralladoras: [25]
  - 2 de 7,62 mm de tiro frontal o
  - 1 de 7,62 mm y 1 de 12,7 mm de tiro frontal o
  - 2 de 12,7 mm de tiro frontal

## Aeronaves relacionadas

### Secuencias de designación
- Secuencia MB-_ (interna de Thomas-Morse): MB-1 - MB-2 - MB-3 - MB-4 - MB-6 - MB-7 →